# Centrochria aphthona
Centrochria aphthona là một loài bướm đêm trong họ Geometridae.